# Kienberg (Schönefeld)
Kienberg war eine zu Waltersdorf gehörende Siedlung in der Gemeinde Schönefeld im Landkreis Dahme-Spreewald in Brandenburg (Deutschland).

## Lage
Der Ort befand sich südlich von Berlin. Da Kienberg südlich an den Flughafen Berlin-Schönefeld bzw. Flughafen Berlin Brandenburg angrenzte, lag es unmittelbar in seiner Lärmbelastungszone.

## Geschichte
Kienberg wurde erstmals 1848 urkundlich erwähnt und war zu dieser Zeit ein Teil der Herrschaft Königs Wusterhausens. Das „Etablissement“ wurde laut Akten „auf der Feldmark der Gemeinde Waltersdorf von Bauergutsbesitzer Tesmer neu erbaut“. Im Jahr 1858 lebten dort 24 Personen. Das Gehöft bestand 1860 aus zwei Wohn- und zwei Wirtschaftsgebäuden. 1925 lebten 31 Personen im Ort.
1957 wurde es zu einem Wohnplatz, 1970 zu einem Ortsteil der Gemeinde Waltersdorf.
Die Siedlung musste mit dem Bau des Flughafens Berlin Brandenburg abgerissen werden. Die Bewohner wurden bis zum 31. Dezember 2008 nach Rotberg-Süd umgesiedelt. Auf der Gemarkung entstand ein Gewerbegebiet mit einem Betonwerk und einer Gleisanlage, die zum Flughafen führt. Kienberg liegt an der Bahnstrecke Glasower Damm Ost–Bohnsdorf Süd.